# Rakhine United Football Club
O Rakhine United Football Club é um clube de futebol com sede em Sittwe, Myanmar. A equipe compete no Campeonato Birmanês de Futebol.

## História
O clube foi fundado em 2010.